# Liste des parcs d'État du Colorado
Liste des parcs d'État du Colorado aux États-Unis d'Amérique par ordre alphabétique.
- Arkansas Headwaters
- Barr Lake
- Bonny Lake
- Boyd Lake
- Castlewood Canyon
- Chatfield
- Cherry Creek
- Cheyenne Mountain
- Colorado River
- Crawford
- Eldorado Canyon
- Eleven Mile
- Fishers Peak
- Golden Gate Canyon
- Harvey Gap
- Highline Lake
- Jackson Lake
- John Martin Reservoir
- Lake Pueblo
- Lathrop
- Lory
- Mancos
- Mueller
- Navajo
- North Sterling
- Paonia
- Pearl Lake
- Ridgway
- Rifle Falls
- Rifle Gap
- Roxborough
- San Luis
- Spinney Mountain
- St. Vrain
- Stagecoach
- State Forest
- Staunton
- Steamboat Lake
- Sweitzer Lake
- Sylvan Lake
- Trinidad Lake
- Vega
- Yampa River